# Samaon Sulaiman
Samaon Sulaiman (Mamasapano, 3 maart 1953 - 21 mei 2011) was een Filipijns bespeler van het instrument kutiyapi. Sulaiman werd in 1994 onderscheiden met een National Living Treasures Award, ook wel bekend als Gawad sa Manlilikha ng Bayan (GAMABA).
De kutiyapi is een muziekinstrument dat van oudsher veel werd gebruikt door de inheemse bevolking van Maguindanao. Het is een tweesnarige tokkelluit en komt voor in veel verschillende vormen, maten en ontwerpen. De kutiyapi is een technisch erg veeleisend en moeilijk te beheersen instrument. Om deze reden wordt het instrument tegenwoordig door de jongere generaties niet veel meer gebruikt. Sulaiman was een van de beste bespelers van dit instrument. Hij leerde vanaf 13-jarige leeftijd van zijn om de kutyapi te bespelen en was twintig jaar later de meest bekende kutiyapi-bespeler. Naast de kutiyapi bespeelde Sulaiman ook diverse andere instrumenten zoals de kulintang, agong, gandingan, palendag en tambul.